# Lomaloma
Lomaloma (nome completo Lomaloma Tikina, dove Tikina significa un gruppo di villaggi) è un villaggio nel sud di Vanua Balavu, nelle isole Lau (Figi).